# Vasa-futás

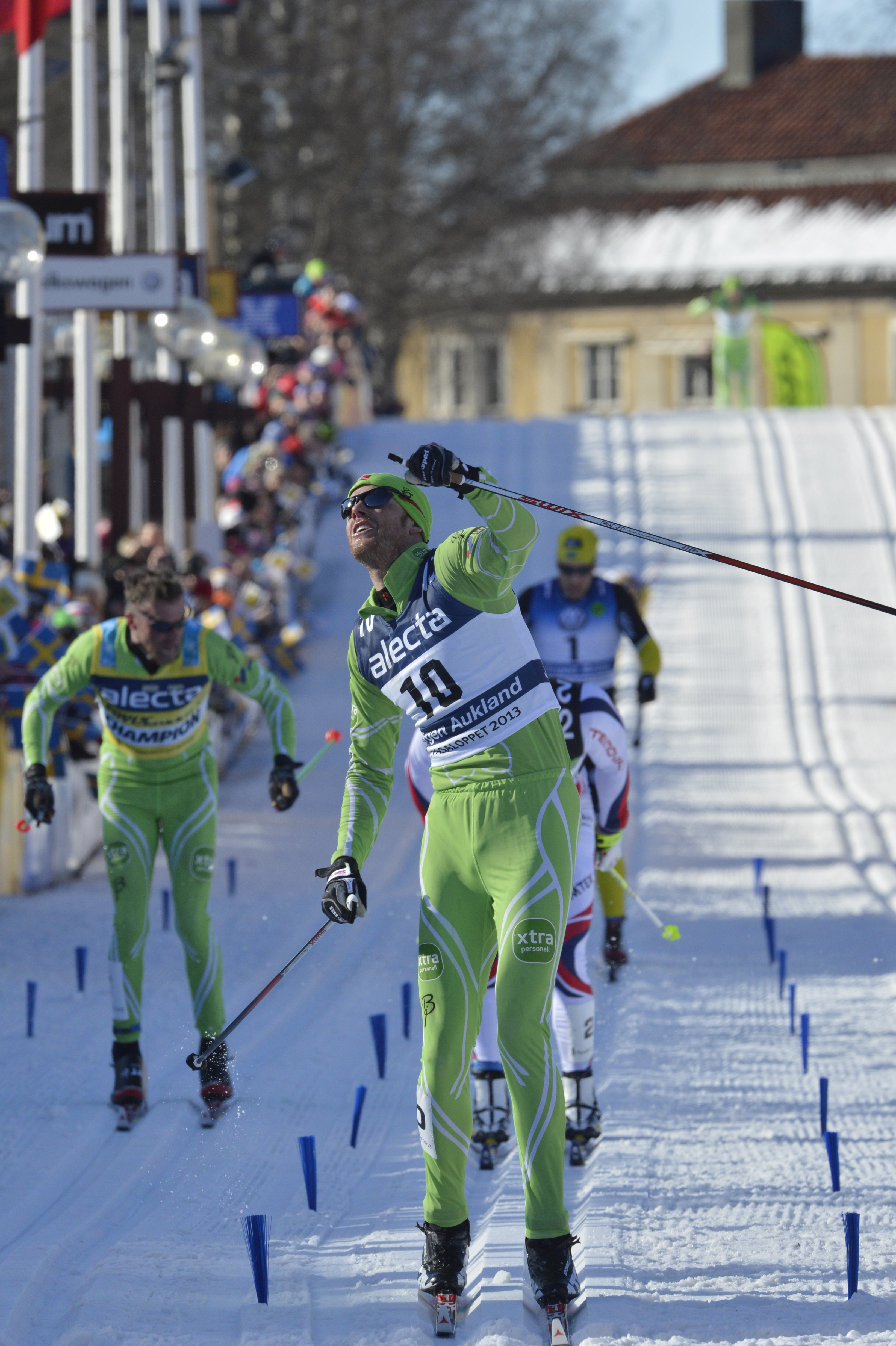
Jørgen Aukland (Norvégia) a 2013-as verseny győztese

A Vasa-futás (Vasaloppet) évenként megrendezett klasszikus stílusú sífutó verseny Svédországban. A Dalarna tartománybeli Sälen és Mora között rendezik meg minden március első vasárnapján. A táv 90 km. Az első versenyt 1922-ben tartották.
A versennyel I. Gusztáv (Gustav Vasa) svéd királyra emlékeznek, aki 1521-ben Norvégiába menekülvén maga is megtette a távot.
Az 1940-es évek legendás alakja, Nils „Mora-Nisse” Karlsson kilenc győzelmével a verseny eddigi legeredményesebb részvevője.
1922. február 10-én Anders Pers újságíró vetette fel cikkében a Vasa-futás ötletét. 136 sífutó jelezte, hogy indulna a versenyen. Még abban az évben, március 19-én 119-en neki is vágtak a távnak, amelyet a leggyorsabb sífutó 7 óra 32 perc 49 másodperc alatt teljesített. Az első verseny 119 résztvevőjével szemben manapság évente 15 500 indulója van a versenynek. A hosszú távú verseny köré egyéb versenyekkel egy hetes síünnepet szerveznek, amelynek 2009-ben összesen 48 000 résztvevője volt, különböző korosztályok számára rövidebb távú versenyekkel, 90 km-en ötfős váltófutással, fél-Vasa futással, illetve a nyitott pálya versennyel, amikor a teljes táv szabadon (de mérten és regisztráltan) teljesíthető. 
Nyáron kerékpáros versenyen teljesíthető azonos útvonalon a versenytáv.
Veterán klub: Azok, akik legalább 30 alkalommal teljesítették a versenyt, tagjai lehetnek a klubnak. Vannak olyan tagok, akik több mint 50 versenyt teljesítettek.
A célban a győztest Mora legszebb hajadonja fogadja, koszorúval.
Magyar eredmények: Tagscherer Zoltán 5:12'; Cseke Csaba 5:23'; Dosek Ágoston 5:31'; Polgár Pál 6:06'; Holéczi Tibor 6:21'; Marosffy Orsolya 7:35'; Viczián Vera 7:51'; Csúcs-Fenyvesi Laura 7:57'; Gräfl László 9:07'; Vásárhelyi Tamás 11:16'; Várhegyi Csaba 11:48'; dr. Apor Péter;